# Băița
Băița é uma comuna romena localizada no distrito de Hunedoara, na região histórica da Transilvânia. A comuna possui uma área de 111.40 km² e sua população era de 3917 habitantes segundo o censo de 2007.